# Munkavédelem
A munkavédelem célja, hogy a szervezetten munkát végzők egészségét megőrizze, munkavégző képességüket megóvja, munkakörülményeiket ennek megfelelően javítsa. A munkavédelem a szervezett munkavégzésre vonatkozó egészségügyi és biztonsági követelmények komplex rendszere és ezek végrehajtása. 
A munkavédelem során a tárgyi és személyi feltételeket úgy kell megteremteni, hogy megelőzhetőek, elkerülhetőek legyenek a munkabalesetek és a foglalkozási megbetegedések. Összhangban kell lenniük a személyi és tárgyi feltételeknek.

### A munkavédelem története
Az embert a tudatos és célirányos munkavégzés is kiemelte az állatvilágból. Már a középkorban megfigyelték, hogy egyes munkavégzésekkel együtt járhatnak bizonyos betegségek.  Az iparosodás korában már felismerték, hogy a gyárakban biztonságosabb gépek fejlesztésével, üzemeltetésével sokat lehet tenni a munkavédelem megvalósulásáért. Angliában 1802-ben már törvényt hoztak a munkavédelem részeként gyermek- és női munkára vonatkozóan.
Magyarországon az ipar fejlődésének korai szakaszában felismerték a munkavégzési eszközökben, munkakörnyezetben rejlő veszélyeket és ezek hatása, elkerülése érdekében számos erőfeszítés történt. Műszaki iskolákban, orvostudományi karokon a különböző foglalkozási ártalmakról, a védekezési lehetőségekről oktattak is. (például a por kártékony hatásairól, metán, arzén, egyéb vegyi anyagok szervezetet károsító tulajdonságairól)
ik felismerték a termelési eszközökben, munkakörnyezetben rejlő veszélyeket és a veszélyek hatása ellen intézkedéseket sürgettek. Nekik tulajdonítható, hogy már a XIX. század első felében az orvostudományi karon és néhány felsőszintű műszaki iskolában tanították az egyes foglalkozások ártalmait és a kor technikai fejlettségének megfelelő védelmi lehetőségeket. Ilyen volt a levegő porszennyeződése, a metán az arzén, a kén és más vegyianyagok káros hatása.
Amikor az ipari fejlődés felgyorsult, és sorra mutatkoztak meg a munkavédelmi szabályozásokat igénylő problémák, az 1872-es ipartörvényben már rögzítettek számos munkavédelmi előírást. Ezzel próbálták elkerülni a dolgozók folyamatos, pihenő nélküli munkavégzésből adódó kimerülését, megbetegedését és számos munkabaleset bekövetkezését.
Az Országos Munkavédelmi Főfelügyelet 1984-ben jött létre, később neve Országos Munkabiztonsági és Munkaügyi Főfelügyelőségre módosult. A munkaegészségügy feladatait, irányítását az ÁNTSZ látta el. 2007-ben az ÁNTSZ-től az OMMF-hez kerültek a feladatok, ekkor jött létre az egységes munkavédelmi hatóság.

### A munkavédelem kiterjedése
A munkavédelem kiterjedése kapcsán fontos tudni, hogy három pilléren, az állam, a munkavállaló és a munkáltató feladatain és felelősségén nyugszik. Az állam meghatározza a munkavédelem követelményeit, az irányítási és ellenőrzési intézményeket, a munkáltató kötelessége a követelményeknek megfelelni. A munkavállalónak is van felelőssége, hiszen vigyáznia kell a biztonságos munkavégzés követelményeinek megtartására, saját és mások testi épségének megóvására. 

A védelem kiterjesztésének elve szerint a munkavédelmi szabályok megalkotásánál arra kell törekedni, hogy azok végrehajtása megfelelő védelmet biztosítson! A munkavédelmi törvény egyébként a védelmet a munkavállalói körön kívülre is kiterjeszti mindenkire, aki potenciálisan veszélyben lehet a munkavégzés által. 

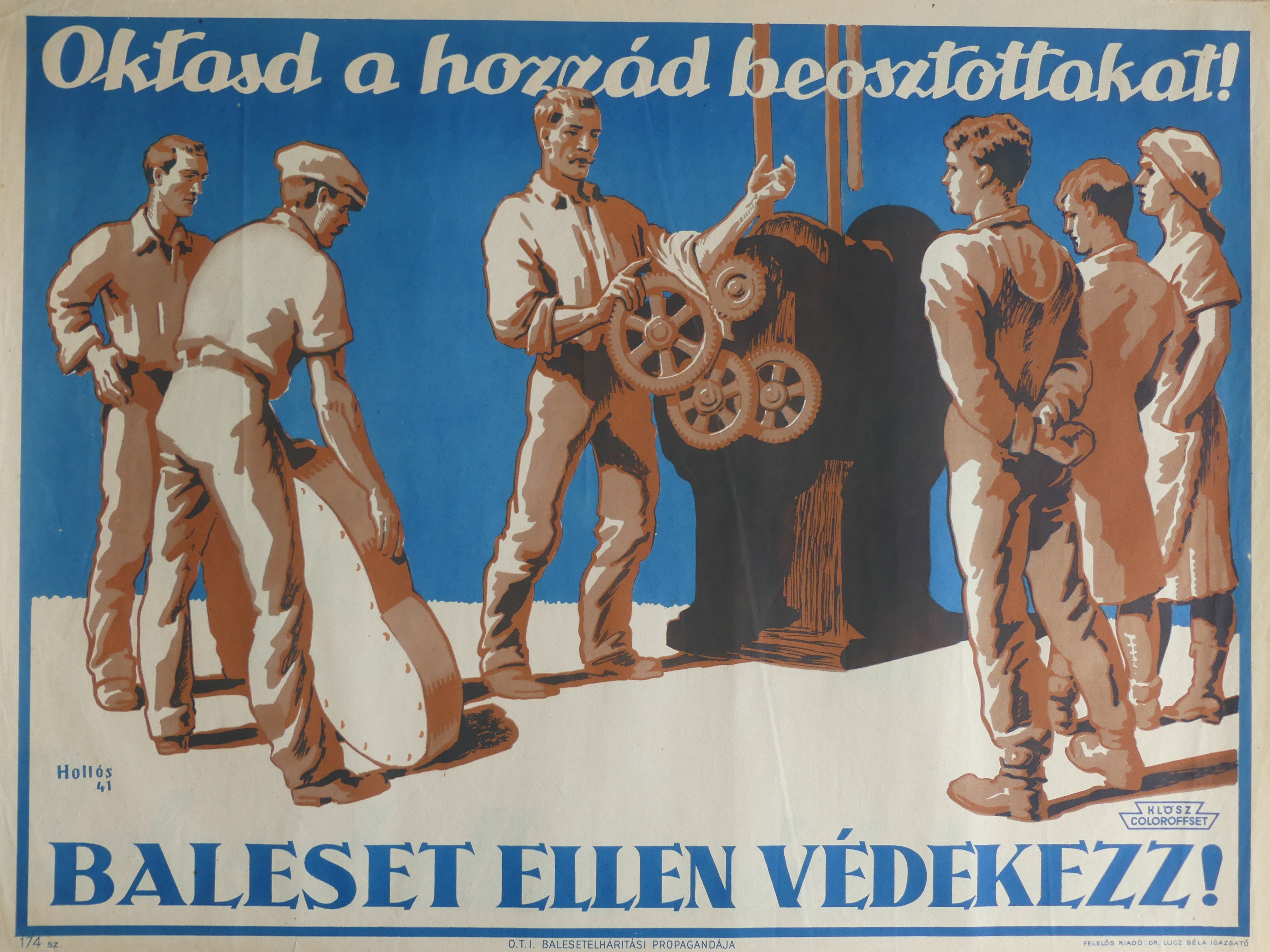
Munkavédelmi tábla

### A munkavédelem feltételei
A munkavédelem feltételeinek rendszerében vannak:
- általános követelmények (pl.: egyéni védőfelszerelés forgalomba hozatala esetében EU-s megfelelőségi nyilatkozat, gyártó üzemnek a Munkavédelmi Törvény rendelkezései szerinti tervezése, kivitelezése)
- létesítés követelményei (pl.: ergonómiai feltételek)
- munkavédelmi üzembe helyezés – itt fontos feltétel, hogy például egy üzemet üzembe helyezés előtt munkavédelmi szempontból felül kell vizsgálni!
- a munkafolyamatra, a munka technológiára vonatkozó feltételek
- munkavégzés tárgyi feltételei (pl.: egyéni védőeszközök, riasztóberendezések)
- munkavégzés személyi feltételei (pl.: a munkavállaló megfelelő élettani adottságokkal rendelkezzen, a munkavégzés ne befolyásolhassa negatívan a munkavállaló reprodukciós képességét, stb.)

#### Munkáltató
A munkáltató kötelességei a munkavédelem területén:
- veszélyek elkerülése
- a nem elkerülhető veszélyek értékelése
- a veszélyek kiiktatása ( a keletkezési helyükön)
- figyelembe venni az emberi tényezőket, fejlődést, veszélyes tényezőket
- megelőző stratégiát alkotni
- ellátni a munkabiztonsági és munkaegészségügyi feladatokat
- tájékoztatni, utasítani, ellenőrizni
- munkavédelmi eszközöket biztosítani
- veszélyt elhárítani
- eljárni munkabaleset, munkahelyi ártalom miatti betegség kapcsán
- megfelelő munkaeszközökről gondoskodni

#### Munkavállaló
A munkavállaló szempontjából kötelező, betartandó elvek:
- megfelelő munkaruházat viselése

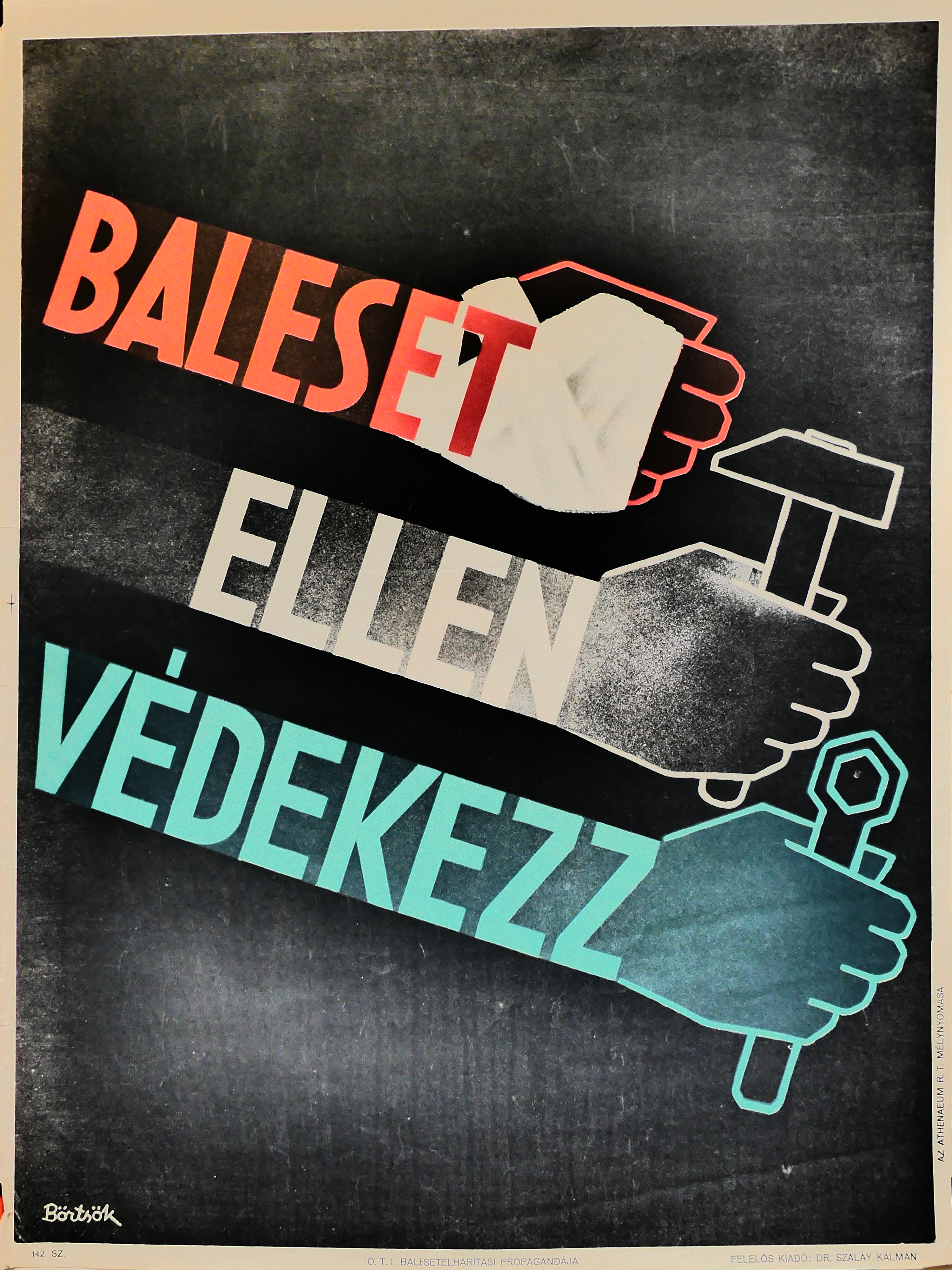
Munkavédelmi tábla

- fegyelmet, rendet és tisztaságot tartani a munkaterületen
- azonnal jelenteni a veszélyes helyzeteket, baleseteket, egészségügyi problémákat
- pontosan elsajátítani a munkavégzéshez szükséges ismereteket
- részt kell vennie az előírt orvosi vizsgálatokon

#### Ideiglenes munkavállaló
Állandó dolgozónál nem okoz nehézséget, hogy a munkáltató meggyőződhessen, hogy a munkavállaló alkalmas egészségügyi szempontból a feladat elvégzésére és a munkavégzés nem veszélyezteti a testi épségét. Alkalmi vagy ideiglenes munkavállaló viszont csak pár napot dolgozik általában a cégnél, sokba kerülhet a munkaköri alkalmassági vizsgálat, de ettől függetlenül a munkáltatónak biztosan tudnia kell, hogy az alkalmi munkavállaló az adott munkát biztonságban el tudja végezni. 

### A munkavédelem betartatása – jogi lehetőségek
A Munkavédelmi törvény, a Szabálysértési törvény, a Munka törvénykönyve, a Büntető törvénykönyv is tartalmaz lehetséges szankciókat a munkavédelem betartatása érdekében. 
Ezek lehetnek bírságok, akár enyhébb szabálysértési vagy komolyabb esetben munkavédelmi bírság is. Főként, ha a munkáltató a munkavédelmi előírásokat nem tartja be. 
A munkavédelmi szabályok megszegőivel szemben a lehetséges legsúlyosabb joghátrányt a büntetőjogi felelősségre vonás jelenti. 
A munkáltatók gyakran vesznek igénybe munkavédelemre szakosodott vállalkozásszolgáltatásait az oktatást, kockázatértékelést illetően, de akár elsősegély tanfolyam vagy munkavédelmi képviselő képzés kapcsán is.

### Jelentős munkavédelmi jogszabályok
- Magyarország Alaptörvénye
- 2004. évi CXL. törvény a közigazgatási hatósági eljárás és szolgáltatás általános szabályairól
- 2010. évi CXXX. törvény a jogalkotásról
- 2003. évi XCII. törvény az adózás rendjéről
- 2004. évi XXIX. törvény az európai uniós csatlakozással összefüggő egyes törvénymódosításokról, törvényi rendelkezések hatályon kívül helyezéséről, valamint egyes törvényi rendelkezések megállapításáról
- 2011. évi CXII. törvény az információs önrendelkezési jogról és az információszabadságról
- 1979. évi 13. törvényerejű rendelet a nemzetközi magánjogról
- 354/2009. (XII. 30.) Korm. rendelet a munkabiztonsági szakértői tevékenységről
- 1994. évi LIII. törvény a bírósági végrehajtásról
- 2011. évi CVIII.. törvény a közbeszerzésekről
- 1978. évi IV. törvény a Büntető Törvénykönyvről
- 1998. évi XIX. törvény a büntetőeljárásról
- 1959. évi IV. törvény a Polgári Törvénykönyvről
- 1952. évi III. törvény a polgári perrendtartásról
- 2011. évi CXCV. törvény az államháztartásról
- 90/2010. (III. 26.) Korm. rendelet a Nemzeti Biztonsági Felügyelet működésének, valamint a minősített adat kezelésének rendjéről
- 368/2011. (XII. 31.) Korm. rendelet az államháztartásról szóló törvény végrehajtásáról
- 323/2011. (XII. 28.) Korm. rendelet a Nemzeti Munkaügyi Hivatalról és a szakmai irányítása alá tartozó szakigazgatási szervek feladat és hatásköréről
- 32/2009. (XII. 23.) SZMM rendelet a munkavédelmi jellegű bírságok pályázati, valamint információs célú felhasználásának részletes szabályairól
- 1/2012. (I. 26.) NGM rendelet a rendezett munkaügyi kapcsolatok feltételeiről és igazolásának módjáról
- 1993. évi XCIII. törvény a munkavédelemről
- 5/1993. (XII. 26.) MüM rendelet a munkavédelemről szóló 1993. évi XCIII. törvény egyes rendelkezéseinek végrehajtásáról

### Munkavédelmi szervezetek
Munkabiztonsági Felügyelőségek Magyarországon:
- OMMF Közép-magyarországi Munkabiztonsági Felügyelősége (Budapest)
- OMMF Nyugat-dunántúli Munkabiztonsági Felügyelősége (Szombathely)
- OMMF Közép-dunántúli Munkabiztonsági Felügyelősége (Veszprém)
- OMMF Dél-dunántúli Munkabiztonsági Felügyelősége (Pécs)
- OMMF Észak-magyarországi Munkabiztonsági Felügyelősége (Miskolc)
- OMMF Észak-alföldi Munkabiztonsági Felügyelősége (Debrecen)
- OMMF Dél-alföldi Munkabiztonsági Felügyelősége (Kecskemét)

Munkaügyi Felügyelőségek:
- OMMF Közép-magyarországi Munkaügyi Felügyelősége (Budapest)
- OMMF Nyugat-dunántúli Munkaügyi Felügyelősége (Szombathely)
- OMMF Közép-dunántúli Munkaügyi Felügyelősége(Székesfehérvár)
- OMMF Dél-dunántúli Munkaügyi Felügyelősége(Pécs)
- OMMF Észak-magyarországi Munkaügyi Felügyelősége (Eger)
- OMMF Észak-alföldi Munkaügyi Felügyelősége (Debrecen)
- OMMF Dél-alföldi Munkaügyi Felügyelősége (Kecskemét)

### Munkavédelem az EU-ban
Magyarország az EU-s munkavédelmi szabályokat átültette a magyar jogrendbe. Az Európai Unió IV. munkavédelmi akcióprogramja keretében (SAFE) a korábban meghatározott elveket, szabályokat megvalósítja, a háttérintézményeket fejleszti, a jogalkotást folytatja. Nemrég jelent meg a rezgés okozta ártalmak megelőzéséről szóló irányelv is. Az Európai Bizottság folyamatosan ellenőrzi, hogy a jogharmonizáció keretében a tagországok az elvárt módon beépítik és alkalmazzák a munkavédelem európai előírásait.